# Devin DeVasquez
Devin Renee DeVasquez (Baton Rouge, Luisiana, 25 de junio de 1963) es una modelo y actriz estadounidense. Fue Playmate del Mes para la revista Playboy en junio de 1985, después de ser presentada en el número de octubre de 1981. Fue fotografiada por Richard Fegley. Su padre era de Madrid, España y su madre es de ascendencia irlandesa.
Apareció en Can't Buy Me Love con Patrick Dempsey y fue protagonizó Society con Billy Warlock. DeVasquez ha aparecido en más de 100 anuncios y escribió el libro The Naked Truth About A Pinup Model que es un libro sobre el modelaje pinup e incluye una entrevista con Bettie Page. Se casó con Ronn Moss quien interpretó a Ridge Forrester en la serie de la CBS The Bold and the Beautiful el 25 de septiembre de 2009.
Salió con la estrella del pop Prince a mediados de la década de los 80.
Para ayudar a las víctimas del Huracán Katrina, DeVasquez creó Devin's Kickass Cajun Seasoning y lo ofreció a través de su negocio, DevRonn Enterprises.